# Malduin
Malduin rivier in Beleriand in het Midden-aarde van J.R.R. Tolkien.
De Malduin ontsprong in de Ered Wethrin. Het was een kleine zijrivier van de Teiglin, waar hij boven Doriath mee samenvloeide.